# You Know What to Do
«You Know What to do» es una canción de la banda británica de rock, The Beatles, fue una de las primeras canciones escritas y grabadas por George Harrison. Fue grabada el 3 de junio de 1964 y no aparece en ningún álbum de The Beatles, hasta la publicación de Anthology 1. El día en que fue grabada, Ringo había caído enfermo y no pudo realizar la sesión. 

## Composición
You Know What To Do fue el segundo esfuerzo de composición por parte de George Harrison, después de Don't Bother Me escrita para el álbum With The Beatles.  

## Grabación
Como los Beatles estaban listos para salir para una gira mundial a la mañana siguiente, la sesión original reservada para ese día se canceló de manera que un baterista de reemplazo, Jimmy Nicol, pudo presentarse, y ensayar con la banda. Después de ejecutar a través de varias de las canciones, todos se sintieron satisfechos con Nicol en la batería, así que para el resto de la sesión, cada uno de los tres Beatles presentes grabó un demo de una canción. George grabó "You Know What To Do", John hizo "No Reply", que finalmente terminó como la canción de apertura del próximo álbum de The Beatles Beatles For Sale, y Paul hizo "It's for You", una canción que fue escrita específicamente para que Cilla Black la cantara.
Su existencia era desconocida hasta 1991, cuando la evidencia de la sesión salió a la luz, y la cinta mal archivada fue redescubierta en 1993. Después de Anthology 1 fuera sacado al mercado, a Harrison se le preguntó sobre la canción y dijo que ni siquiera recordaba su existencia, y que le daba igual, porque no era una buena canción.

## Personal
- George Harrison: Voz, Guitarra rítmica.
- John Lennon: Pandereta
- Paul McCartney: Bajo

Personal por The Beatles Bible.